# Seein' Red
Seein' Red es una banda musical de hardcore punk política comunista de Holanda.

## Historia
Seein' Red nace en 1988 tras la disolución del grupo Lärm, donde tocaban Paul, Olav, Jos y Menno. La mayoría de los integrantes de Lärm deciden integrar Seein' Red, a excepción de Menno, que se muda a Ámsterdam para terminar sus estudios. 
Paul, Olav y Jos, quienes ya habían tocado en distintos grupos de punk desde 1979, como The Sextons y Disturbers, prosiguen con el nuevo proyecto musical.

## Miembros
- Paul (guitarra)
- Olav (batería)
- Jos (bajo y voz)

## Influencias musicales
Van desde bandas de Hard Core Punk como Minutemen, Faith, Ignition, Fuel y Fugazi, hasta música como beat de los 60, jazz, blues, hip/hop, rock'n'roll, soul, independiente, folk y country.

## Estilo musical
Se caracterizan por riffs de guitarras rápidos y cortos y un ritmo rápido en la batería.

## Política dentro de la banda
Su política como banda de Hard Core Punk es el Hágalo usted mismo (D.I.Y. en sus siglas en inglés): consideran que la música es un vehículo para expresar sus ideas políticas, son anticapitalistas, antirracistas y están en contra de la discriminación sexual. Tanto en sus letras como en el arte de sus discos, expresan sus ideas y su preferencia política por el comunismo. Paul y Olav militaron en el Nuevo Partido Comunista (New Communist Party) de Holanda.
Habitualmente, antes de comenzar sus canciones, dan una explicación sobre la letra o sobre ciertas ideas.